# Puchar Polski (województwo pomorskie) w piłce nożnej mężczyzn (2024/2025)
W sezonie 2024/2025 Puchar Polski na szczeblu regionalnym w województwie pomorskim składał się z 4 rund, w której uczestniczyło 16 zespołów: 10 z OPP Gdańsk, 2 z OPP Malbork oraz 4 z OPP Słupsk. Rozgrywki wyłoniły zdobywcę Regionalnego Pucharu Polski w województwie pomorskim i uczestnika na szczeblu centralnym Pucharu Polski w sezonie 2025/2026. 

## Uczestnicy
| III liga                                                                                 | IV liga | klasa okręgowa | A klasa                        |
| ---------------------------------------------------------------------------------------- | --- | --- | ------------------------------ |
| - Gedania Gdańsk - OPP Gdańsk - Gryf Słupsk - OPP Słupsk - Cartusia Kartuzy - OPP Gdańsk | - Pomezania Malbork - OPP Malbork - Bytovia Bytów - OPP Słupsk - Jaguar Gdańsk - OPP Gdańsk - Pogoń Lębork - OPP Słupsk - Czarni Pruszcz Gdański - OPP Gdańsk - Grom Nowy Staw - OPP Malbork | - MKS Władysławowo - OPP Gdańsk - Sokół Bożepole Wielkie - OPP Gdańsk - Wietcisa Skarszewy - OPP Gdańsk - Gryf II Słupsk - OPP Słupsk - Stoczniowiec Gdańsk - OPP Gdańsk - Arka II Gdynia - OPP Gdańsk | - Wikęd II Luzino - OPP Gdańsk |

## 1/8 finału
| 23 kwietnia 2025 | Pomezania Malbork | 2:1 | Gedania Gdańsk |         |
| 17:30            |                   |     |                | Malbork |

| 23 kwietnia 2025 | Bytovia Bytów | 0:2 | Gryf Słupsk |       |
| 19:46            |               |     |             | Bytów |

| 23 kwietnia 2025 | MKS Władysławowo | 1:5 | Cartusia Kartuzy |              |
| 19:00            |                  |     |                  | Władysławowo |

| 22 kwietnia 2025 | Wikęd II Luzino | 2:1 (pd.) | Sokół Bożepole Wielkie |        |
| 18:00            |                 |           |                        | Luzino |

| 7 maja 2025 | Wietcisa Skarszewy | 0:2 | Jaguar Gdańsk |           |
| 17:45       |                    |     |               | Skarszewy |

| 23 kwietnia 2025 | Gryf II Słupsk | 0:1 | Pogoń Lębork |        |
| 16:30            |                |     |              | Słupsk |

| 22 kwietnia 2025 | Stoczniowiec Gdańsk | 0:7 | Arka II Gdynia |        |
| 16:45            |                     |     |                | Gdańsk |

| 23 kwietnia 2025 | Czarni Pruszcz Gdański | 1:4 | Grom Nowy Staw |                 |
| 16:30            |                        |     |                | Pruszcz Gdański |

## 1/4 finału
| 7 maja 2025 | Pomezania Malbork | 0:3 | Gryf Słupsk |         |
| 17:30       |                   |     |             | Malbork |

| 7 maja 2025 | Wikęd II Luzino | 3:1 (pd.) | Cartusia Kartuzy |        |
| 17:30       |                 |           |                  | Luzino |

| 14 maja 2025 | Pogoń Lębork | 0:1 | Jaguar Gdańsk |        |
| 18:00        |              |     |               | Lębork |

| 7 maja 2025 | Arka II Gdynia | 2:1 | Grom Nowy Staw |        |
| 16:00       |                |     |                | Gdynia |

## 1/2 finału
| 21 maja 2025 | Arka II Gdynia | 5:2 | Jaguar Gdańsk |        |
| 20:00        |                |     |               | Gdynia |

| 28 maja 2025 | Wikęd II Luzino | 3:4 | Gryf Słupsk |        |
| 18:00        |                 |     |             | Luzino |

## Finał
| 4 czerwca 2025 | Arka II Gdynia | 0:1 | Gryf Słupsk |       |
| 18:00          |                |     |             | Bytów |